# Міхаела Фріммерова
Міхаела Фріммерова (словац. Michaela Frimmelová; нар. 17 вересня 1970) — колишня словацька тенісистка.
Найвищу одиночну позицію світового рейтингу — 168 місце досягла 19 грудня 1988, парну — 139 місце — 30 липня 1990 року.
Здобула 3 парні титули туру ITF.

## Фінали ITF
| турніри $25,000 |
| турніри $10,000 |

### Одиночний розряд: 1 (0–1)
| Результат | Ранг | Дата          | Турнір             | Покриття | Суперниця     | Рахунок  |
| --------- | ---- | ------------- | ------------------ | -------- | ------------- | -------- |
| Поразка   | 1.   | 6 червня 1988 | ITF Модена, Італія | Ґрунт    | Аманда Кетцер | 5–7, 6–7 |

### Парний розряд: 5 (3–2)
| Результат | Ранг | Дата            | Турнір                      | Покриття | Партнерка      | Суперниці                           | Рахунок       |
| --------- | ---- | --------------- | --------------------------- | -------- | -------------- | ----------------------------------- | ------------- |
| Перемога  | 1.   | 14 вересня 1987 | ITF Софія, Болгарія         | Ґрунт    | Петра Лангрова | Анне Аалонен Евелін Ларвіґ          | 6–2, 6–2      |
| Перемога  | 2.   | 12 жовтня 1987  | ITF Малий Лошинь, Югославія | Ґрунт    | Петра Голубова | Дениса Крайчовичова Яна Поспішилова | 7–5, 4–6, 7–5 |
| Перемога  | 3.   | 4 квітня 1988   | ITF Барі, Італія            | Ґрунт    | Петра Лангрова | Габі Кастро Ана Сегура              | 6–4, 7–5      |
| Поразка   | 1.   | 16 квітня 1990  | ITF Неаполь, Італія         | Тверде   | Река Сіксаї    | Івана Янковська Ева Меліхарова      | 3–6, 4–6      |
| Поразка   | 2.   | 23 квітня 1990  | ITF Казерта, Італія         | Тверде   | Река Сіксаї    | Олена Брюховець Євгенія Манюкова    | 6–4, 3–6, 1–6 |